# Lampyris raymondi
Lampyris raymondi é uma espécie de insetos coleópteros polífagos pertencente à família Lampyridae.
Trata-se de uma espécie presente na Península Ibérica.